# Shōgo Shiozawa
Shōgo Shiozawa (japanisch 塩沢 勝吾 Shiozawa Shōgo; * 9. September 1982 in der Präfektur Nagano) ist ein japanischer Fußballspieler.

## Karriere
Shiozawa erlernte das Fußballspielen in der Universitätsmannschaft der Yamagata-Universität. Seinen ersten Vertrag unterschrieb er 2006 bei Mito HollyHock. Der Verein spielte in der zweithöchsten Liga des Landes, der J2 League. Für den Verein absolvierte er 73 Ligaspiele. 2009 wechselte er zum Drittligisten Sagawa Printing. 2011 wechselte er zum Ligakonkurrenten Matsumoto Yamaga FC. Am Ende der Saison 2011 stieg der Verein in die J2 League auf. 2014 wurde er mit dem Verein Vizemeister der J2 League und stieg in die J1 League auf. Für den Verein absolvierte er 116 Ligaspiele. 2016 wechselte er zum Drittligisten AC Nagano Parceiro. Für den Verein absolvierte er 32 Ligaspiele.